# Болгарийка
Болгарийка, понякога и Болгария (на украински: Залізничне; на руски: Зализничное), е село в Южна Украйна, част от Болградски район, Одеска област. Землището му заема площ от 3.03 км2.

## География
Селото се намира в историческата област Буджак (Южна Бесарабия). Разположено е на 8 километра северно от Болград, на север от село Табаки, непосредствено на юг и на запад от украино-молдовската граница.

## История
Между Болгарийка и намиращото се на територията на Република Молдова село Кайраклия са открити останки от епохата на късния палеолит. На 1,3 км северно от Болгарийка са открити останки от сезонен лагер и от времето на късния мезолит - VII-VI илядолетие пр.н.е.. Съдейки по използвания кремък, някои изследователи предполагат, че обитателите на района през тази епоха са дошли от Долното Приднестровие. Предполага се, че лагерът край Болгарийка се е състоял от четири родствени семейства, занимаващи се с лов на говеда, турове и кози.
Сегашното село е основано през 1861 година.
В 1947 година Болгарийка е прекръстено на Зализничное.

## Население
Населението на селото възлиза на 3487 души(2001). Гъстотата е 1150,83 души/км2. По-голяма част от жителите са славяноезични и тюркоезични българи.

### Езици
Численост и дял на населението по роден език, според преброяването на населението през 2001 г.:
| Роден език      | Численост | Дял (в %) |
| Общо            | 3487      | 100.00    |
| Български       | 2666      | 76.45     |
| Руски           | 421       | 12.07     |
| Гагаузки        | 162       | 4.64      |
| Украински       | 121       | 3.47      |
| Молдовски       | 72        | 2.06      |
| Цигански        | 23        | 0.65      |
| Беларуски       | 5         | 0.14      |
| Кримскотатарски | 1         | 0.02      |
| Румънски        | 1         | 0.02      |
| Немски          | 1         | 0.02      |
| Други           | 14        | 0.40      |